# Могільно (Малопольське воєводство)
Могільно (пол. Mogilno) — село в Польщі, у гміні Коженна Новосондецького повіту Малопольського воєводства.
Населення — 1025 осіб (2011).
У 1975-1998 роках село належало до Новосондецького воєводства.

## Демографія
Демографічна структура станом на 31 березня 2011 року:
|          | Загалом | Допрацездатний вік | Працездатний вік | Постпрацездатний вік |
| -------- | ------- | ------------------ | ---------------- | -------------------- |
| Чоловіки | 519     | 143                | 333              | 43                   |
| Жінки    | 506     | 126                | 297              | 83                   |
| Разом    | 1025    | 269                | 630              | 126                  |